# Wyższa Szkoła Uni-Terra w Poznaniu

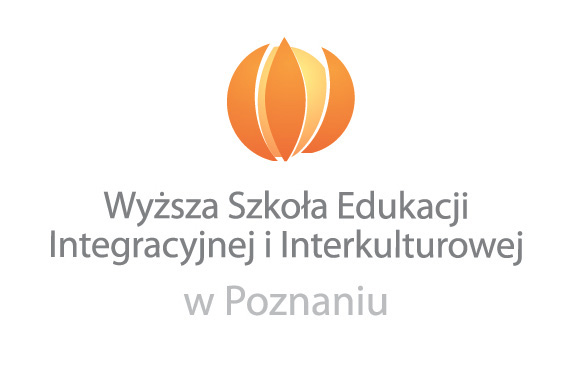
Logo Wyższej Szkoły Uni-Terra w Poznaniu

Wyższa Szkoła Uni-Terra w Poznaniu – prywatna szkoła wyższa w Poznaniu, która została utworzona na mocy decyzji Ministra Nauki i Szkolnictwa Wyższego z dnia 21 stycznia 2009 i wpisana do rejestru uczelni niepublicznych i związków uczelni niepublicznych pod numerem 355. Założycielem Uczelni jest założona w 1999 Fundacja Uni – Terra.

## Władze
- Rektor - dr Dariusz Grzybek
- Dziekan - dr hab. Radosław Muszkieta
- Kanclerz - mgr Luiza Kalupa

## Kształcenie
Uczelnia daje możliwość podjęcia studiów pierwszego stopnia na kierunkach:
- Dietetyka
- Pedagogika
- Pedagogika specjalna. wsuniterra.pl. [zarchiwizowane z tego adresu (2018-09-03)].
- Wychowanie fizyczne. wsuniterra.pl. [zarchiwizowane z tego adresu (2018-09-03)]..

Dodatkowo Szkoła prowadzi również studia podyplomowe kwalifikacyjne i doskonalące.

## Współpraca z zagranicą
Wyższa Szkoła Uni-Terra umożliwia wymiany studenckie, staże oraz praktyki w ramach takich programów jak: Erasmus, Tempus i Grundtvig.